# Ишме-Даган
Ишме-Даган — царь Исина, царь Шумера и Аккада приблизительно в 1954—1935 годах до н. э. Сын Иддин-Дагана.

## Биография
При Ишме-Дагане началось создание нового свода законов, завершенного его преемником Липит-Иштаром. Ишме-Даган — инициатор реформы, освободившей жителей (erén) священного Ниппура от налога-десятины и от воинской повинности, и заменившей её службой исключительно на храмы; речь идет, видимо, о царских людях, а не об общинниках. Ниппур, таким образом, стал первым в истории Передней Азии автономным привилегированным храмовым городом. Такую меру Ишме-Даган мог провести, вероятно, потому, что рассчитывал на наёмных воинов из амореев. Вскоре амореев в войсках оседлых царств стало так много, что wakil amurrîm — «начальник западных» стало официальным воинским званием лиц старшего командного состава. В числе «амореев» по должности появилось немало и аккадцев или по крайней мере таких амореев, которые полностью переняли аккадский язык и культуру.
В истории города Ура Ишме-Даган сыграл большую роль. Впервые после падения Ибби-Суэна он, по древнему обычаю, назначил в Ур верховной жрицей ēntu(m) свою дочь, дав ей шумерское имя Эн-Анатумы, и она принялась восстанавливать знаменитые урские храмы бога Луны Нанны (Сина) и его супруги Нингаль.
В правление Ишме-Дагана стали заметны первые признаки того, что величие Исина поколебалось, а царство Шумера и Аккада вот-вот распадётся на постоянно враждующие друг с другом государства. В пророчествах по печени жертвенного животного, найденных в Мари, сохранились косвенные сведения о поражении, которое этот правитель потерпел у ворот Киша. Это первое из имеющихся в нашем распоряжении свидетельств (хотя его историческая достоверность не подтверждена), рассказывающая о войне, которую Исин вёл с государствами на севере Вавилонии, где, судя по всему, Киш снова стал владыкой страны Аккад. В плаче, написанном в правление Ишме-Дагана, говорится о волнениях, устроенных кочевниками-амореями, которые вновь вторглись в земли, где обитало оседлое население. В этой поэме описывается опустошение варварами священного города Ниппура. По форме оно очень напоминает «Плач о гибели Ура», но, несомненно, описывает реально произошедшие исторические события.
Ишме-Даган — герой ритуального гимна в честь «возведения колесницы Энлиля».
Шумерские Царские списки расходятся во мнении количества лет его правления: копии P2 и P5 дают 20 лет, копия Mi — 18 лет, Список царей Ура и Исина — 19 лет. Как бы там ни было, процарствовав около 20 лет, Ишме-Даган благополучно закончил свои дни бесспорным властителем Нижней Месопотамии.

## Список датировочных формул Ишме-Дагана
|                            | |
| 1 год 1954 / 1953 до н. э. | Год, когда Ишме-Даган [стал] царём mu disz-me-dda-gan lugal |
| a                          | Год, когда царь Ишме-Даган поставил жрицу-энту Нанны в Уре mu disz-me-dda-gan lugal-e en-dnanna ur2iki-ma ba-hun-ga2 |
| b                          | Год после года, когда царь Ишме-Даган поставил жрицу-энту Нанны в Уре mu us2-sa disz-me-dda-gan lugal-e en-dnanna ur2iki-ma ba-hun-ga2 |
| c                          | Второй год после года, когда царь Ишме-Даган поставил жрицу-энту Нанны в Уре mu disz-me-dda-gan lugal-e en-dnanna ur2iki-ma ba-hun-ga2 mu us2-sa-a-bi |
| d                          | Третий год после года, когда Ишме-Даган поставил жрицу-энту Нанны в Уре mu 4-kam disz-me-dda-gan en-dnanna ur2iki-ma ba-hun-ga2 |
| e                          | Год, когда царь Ишме-Даган выбрал по предзнаменованию энту-жрицу Энлиля и [по поручению] Нинурты [Ишме-Даган] привёл в порядок отчётность с полей Шумера и Аккада mu disz-me-dda-gan lugal / en-den-lil2-la2 masz2-e in-pad3 / dnin-urta gan2 ni3-ka9 ki-en-gi ki-uri si bi2-in-sa2-sa2-a |
| f                          | Год, когда [Ишме-Даган], размещенный в [храме] Энлиля Эгагишуа, помост трона [оформил] короной из семи рогов mu den-lil2-ra giszgu-za bara2 tun3 si 7 il2 e2-ga2-gisz-szu2-a-ka mu-na-gub-ba-a                                                                                            |
| g                          | Год, когда царь Ишме-Даган сделал великолепные колесницы для Энлиля и Нинурты неопубликованные, 2N-T652=A 30038 mu disz-me-dda-gan lugal-e giszgigir mah den-lil2 dnin-urta-ra mu-ne-dim2                                                                                                 |
| h                          | Год, когда [Ишме-Даган] сделал для Нинлиль ювелирный ларец, [украшенный] золотом и серебром mu mar-szum ku3-sig17 ku3-babbar dnin-lil2-ra mu-na-dim2 |
| i                          | Год после года, когда [Ишме-Даган] сделал для Нинлиль ювелирный ларец, [украшенный] золотом и серебром mu us2-sa mar-szum ku3-sig17 ku3-babbar dnin-lil2-ra mu-na-dim2 |
| j                          | Год, когда пятьдесят возглавлял mitytyum-оружия было сделано Year in which a fifty headed mitytyum-weapon was made mu szita2 mi-tyum sag-ninnu / sag-50 ba-dim2-ma |
| k                          | Год, когда диоритовая статуя была сделана mu alan na4esi-ga ba-dim2-ma |
| l                          | Год, когда великолепный медный трон был сделан mu urudugu-za mah ba-dim2-ma |
| m                          | Год, когда [Ишме-Даган] сделал медную статую для Нинурты и поместил великолепные медные сосуды в [храм] Эшумеша mu urudualan dnin-urta mu-na-dim2 e2-szu-me-sza4 uruduesz2-da mah mu-na-gub-ba-a                                                                                          |
| n                          | Год, когда по указанию [Нинурты, верховная] жрица Нинурты была поставлена ROM 1910 mu inim-[dnin-urta-ta] nin-[dingir]-dnin-urta ba-hun-ga2-a |
| o                          | Год после года, когда по указанию [Нинурты, верховная] жрица Нинурты была поставлена mu us2-sa inim-[dnin-urta-ta] nin-[dingir]-dnin-urta ba-hun-ga2-a |
| p                          | Год, когда [Ишме-Даган] повысил эн-жреца Инанны [в должности] mu en-dinanna mu-un-il2 |

| I династия Исина            |                                                                           |                       |
| Предшественник: Иддин-Даган | царь Исина, царь Шумера и Аккада ок. 1954 — 1935 до н. э. (правил 19 лет) | Преемник: Липит-Иштар |